# Női kajak négyes 1000 méter a 2005. évi nyári európai ifjúsági olimpiai fesztiválon
A 2005. évi nyári európai ifjúsági olimpiai fesztiválon a női kajak négyes 1000 méteres futamot július 5-én rendezték San Giorgio di Nogaróban.

## Döntő
| H     | P  | Nemzet | Idő      | Mj |
| ----- | -- | --- | -------- | -- |
| Arany | 4. | Oroszország                                                                                               | 04:05,91 |    |
| Arany | 4. | Julia Kachalova Elena Kozlova Ekaterina Popivnenko Ekaterina Pochtovaya                                   | 04:05,91 |    |
| Ezüst | 3. | Dánia | 04:16,17 |    |
| Ezüst | 3. | Emma Riber Broberg Christina Maria Christensen Rikke Højer Møller Larsen Maria Annemone Kongstad Pedersen | 04:16,17 |    |
| Bronz | 5. | Szerbia és Montenegró                                                                                     | 04:20,05 |    |
| Bronz | 5. | Marija Matejin Ivana Hajosevic Nikolina Moldovan Vesna Hajosevic                                          | 04:20,05 |    |
| 4.    | 2. | Finnország                                                                                                | 04:25,69 |    |
| 4.    | 2. | Tuisku Jarva Nina Itkonen Lynn Bäckström Kia Taegen                                                       | 04:25,69 |    |